# Ethobunus rectipes
Ethobunus rectipes is een hooiwagen uit de familie Zalmoxioidae.